# 大奧赫森萬德山

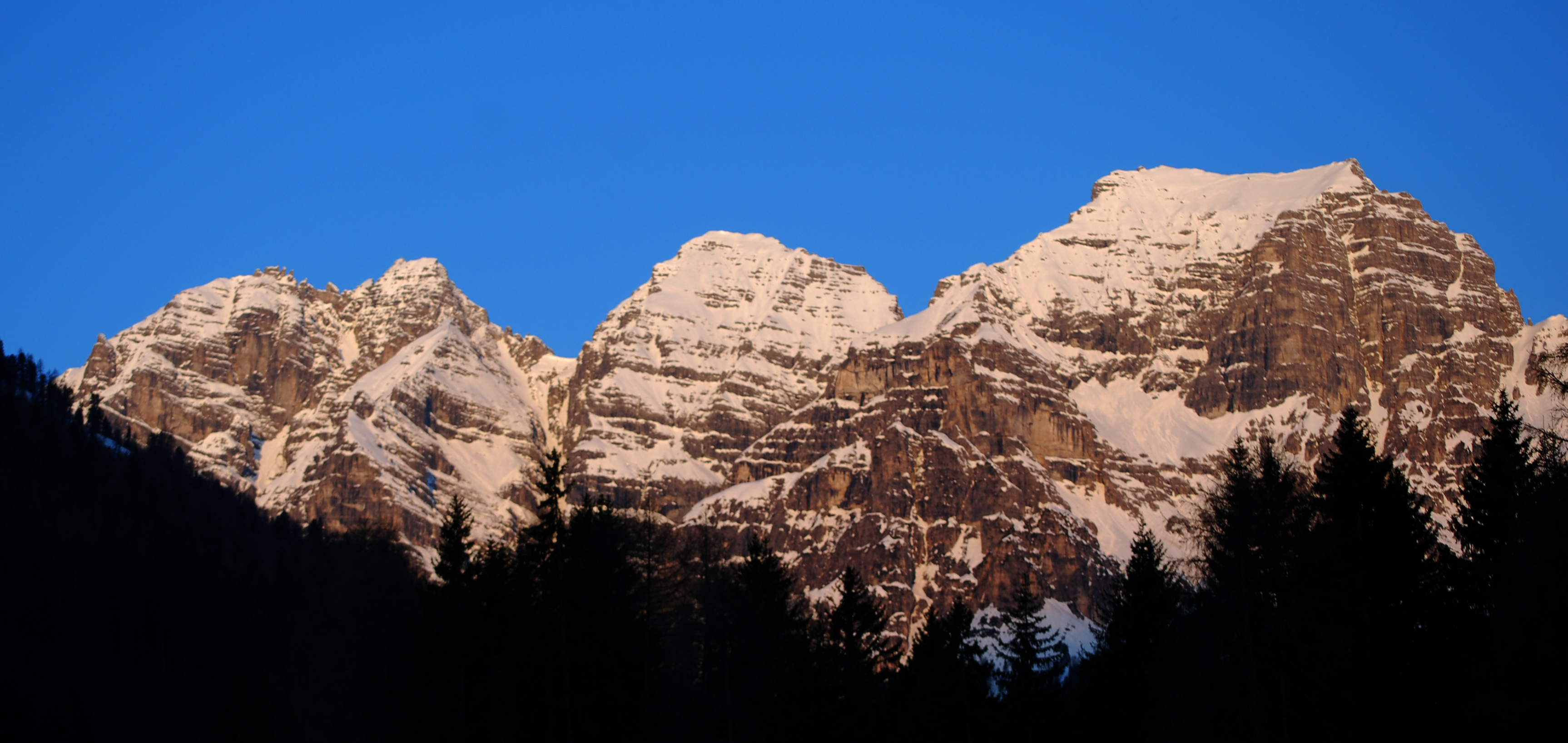

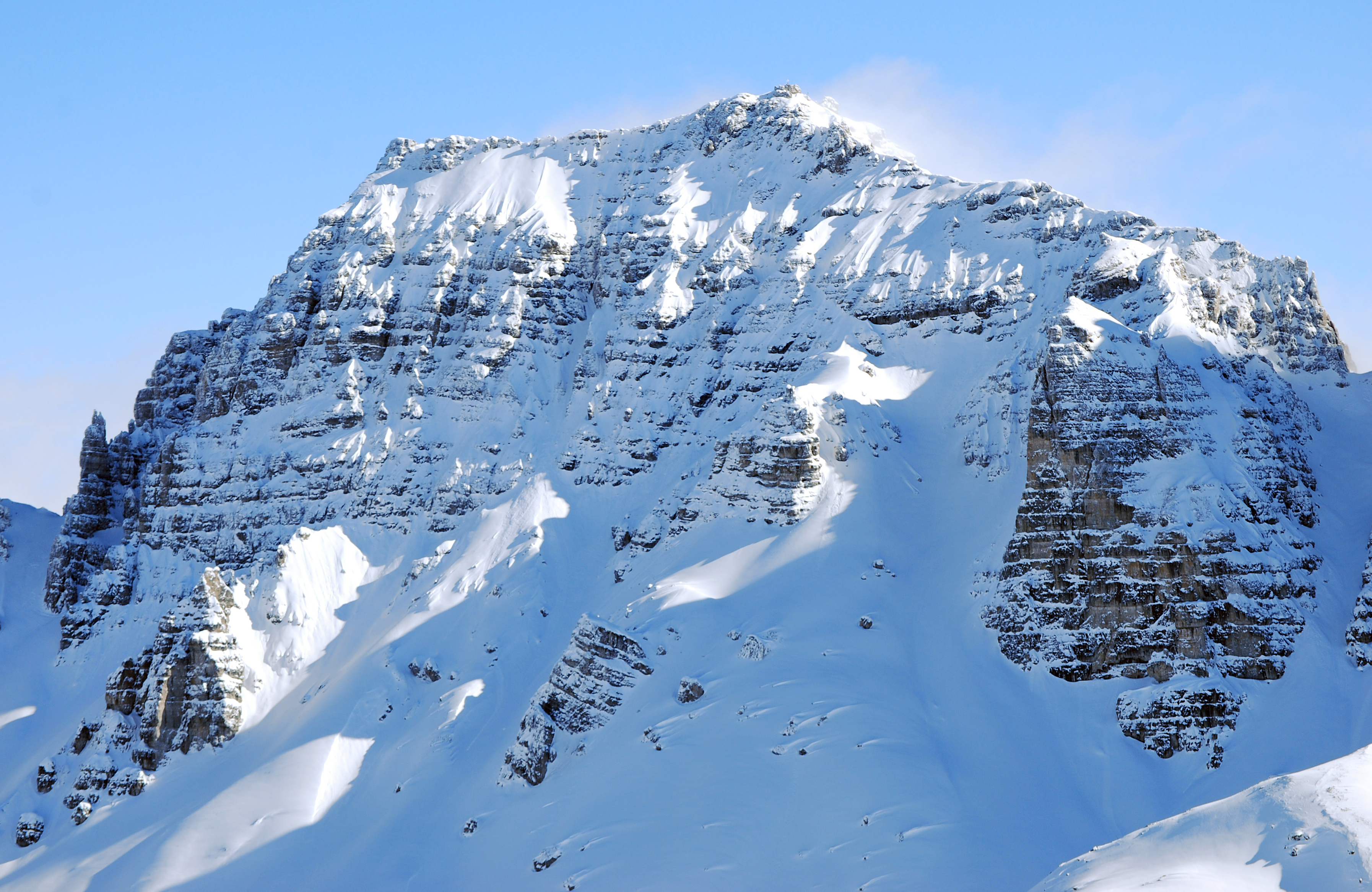

47°9′15″N 11°16′42″E / 47.15417°N 11.27833°E
大奧赫森萬德山（德語：Große Ochsenwand），是奧地利的山峰，位於該國西部，由蒂羅爾州負責管轄，屬於斯圖拜阿爾卑斯山脈的一部分，距離里彭萬德山0.5公里，海拔高度2,700米。